# Maki Haberfeld
Maria R. (Maki) Haberfeld (* 1957) ist eine US-amerikanische Politologin und Professorin für Politikwissenschaften im Department of Law, Police Science and Criminal Justice Administration am John Jay College of Criminal Justice in New York City.
Haberfeld wurde in Polen geboren und emigrierte als Jugendliche nach Israel. Sie war Soldatin in den Israelischen Verteidigungsstreitkräften bei einer Antiterroreinheit und verließ die Armee im Rang eines Sergeants. Sie arbeitete dann bei der Polizei Israels und verließ die Behörde als Lieutenant. An der Hebräischen Universität Jerusalem studierte sie Archäologie und Geschichte, später Kriminologie. Am Graduate Center der City University of New York machte sie ihren Ph.D. in Strafrecht. Anschließend arbeitete sie für die Drug Enforcement Administration im New York Field Office.
Sie befasst sich in Praxis und Theorie mit der Ausbildung von Polizisten in den USA.